# Групи хімічних елементів

## Назви груп хімічних елементів, затверджені ІЮПАК
- Лужні метали — метали першої групи: Li, Na, K, Rb, Cs, Fr.
- Лужноземельні метали — метали другої групи: Be, Mg, Ca, Sr, Ba, Ra.
- Пніктогени — елементи п'ятої групи: N, P, As, Sb, Bi.
- Халькогени — елементи шостої групи: O, S, Se, Te, Po.
- Галогени — елементи сьомої групи: F, Cl, Br, I, At.
- Благородні гази — елементи восьмої групи: He, Ne, Ar, Kr, Xe, Rn.
- Лантаноїди — елементи 57—71: La, Ce, Pr, Nd, Pm, Sm, Eu, Gd, Tb, Dy, Ho, Er, Tm, Yb, Lu.
- Актиноїди — елементи 89—103: Ac, Th, Pa, U, Np, Pu, Am, Cm, Bk, Cf, Es, Fm, Md, No, Lr.
- Рідкісноземельні елементи — Sc, Y і лантаноїди.
- Перехідні метали — елементи побічних підгруп.

## Інші групи хімічних елементів
Багато інших назв для груп елементів не затверджені ІЮПАК, але їх вживають у різних галузях науки. Наприклад:
- Платиноїди — Ru, Rh, Pd, Os, Ir, Pt.
- Благородні метали — термін, який переважно вживають для опису елементів, що не піддаються корозії — Au, Ag і метали платинової групи.
- Важкі метали — термін, який вживають для опису елементів з високими значеннями атомної маси.

### Геохімічні групи елементів
- літофільні елементи, які збагачують силікати (О, Li, Na, К, Rb, Cs, Be, Mg, Ca, Sr, Ba, В, Al, Y, TR, Si, Ti, Zr, Hf, Th, U, Nb, Та, W і інш.);
- халькофільні елементи, що збагачують сульфіди (S, Se, Те, As, Sb, Bi, Cu, Ag, Zn, Cd, Hg, In, TI та інші), і
- сидерофільні елементи, що збагачують металічну фазу (Ni, Со, Р, С, Ru, Rh, Pd, Os, lr, Pt, Au, Mo).

Крім того, Гольдшмідт виділив додаткові групи елементів:
- атмофільні елементи, для яких в умовах земної поверхні характерний газоподібний стан і накопичення в атмосфері (Н, N, С, О, Cl, Br, J та інертні гази), і
- біофільні елементи, що є головними компонентами організмів (С, Н, О, N, Р, S, Cl, J, В, Ca, Mg, К, Na, V, Mn, Fe, Cu).

## Блок елементів
Сукупність елементів кількох груп, для яких є спільним характер атомних орбіталей найвищої за енергією заповнюваної електронної оболонки (підоболонки). Розрізняють s-, p-, d-, f-блоки, відповідно до характеру заповнюваних атомних
орбіталей.